# Nathalie Leclerc
Pour les articles homonymes, voir Leclerc.
Nathalie Leclerc, née le 31 janvier 1980, est une kayakiste française de descente.

## Carrière
Elle remporte la médaille d'or de K-1 classique par équipe avec Anne-Blandine Crochet et Magali Thiébaut, la médaille d'argent en K-1 classique individuel et la médaille de bronze en K-1 sprint individuel aux Championnats du monde de descente 2002 à Valsesia. 